# Bithynia pygmaea
Bithynia pygmaea е вид коремоного от семейство Bithyniidae.

## Разпространение
Видът е разпространен в Малайзия (Западна Малайзия), Мианмар и Тайланд. Внесен е в САЩ.